# گروه بوسارد
گروه بوسارد (انگلیسی: Bossard Holding AG) شرکت تولید صنعتی سوئیسی است، که در سال ۱۸۳۱ تأسیس شد.